# Shinya Uehara
Shinya Uehara (上原 慎也 Uehara Shinya?), född 29 september 1986 i Okinawa prefektur, är en japansk fotbollsspelare.
Uehara började sin karriär 2009 i Consadole Sapporo (Hokkaido Consadole Sapporo). Han spelade 176 ligamatcher för klubben. 2018 flyttade han till Ehime FC. 2019 flyttade han till FC Ryukyu.